# Gmelinite-Na
La gmelinite-Na è un minerale.

## Etimologia
Il nome è in onore del chimico tedesco Christian Gottlob Gmelin (1792-1860).